# الرفايع (الرين)
الرفايع، هي قرية من فئة (ب) تقع في محافظة الرين، والتابعة لمنطقة الرياض في السعودية. وتبعد الرفايع بالرين عن محافظة الرين بمسافة تقارب () كم.